# Wałasi

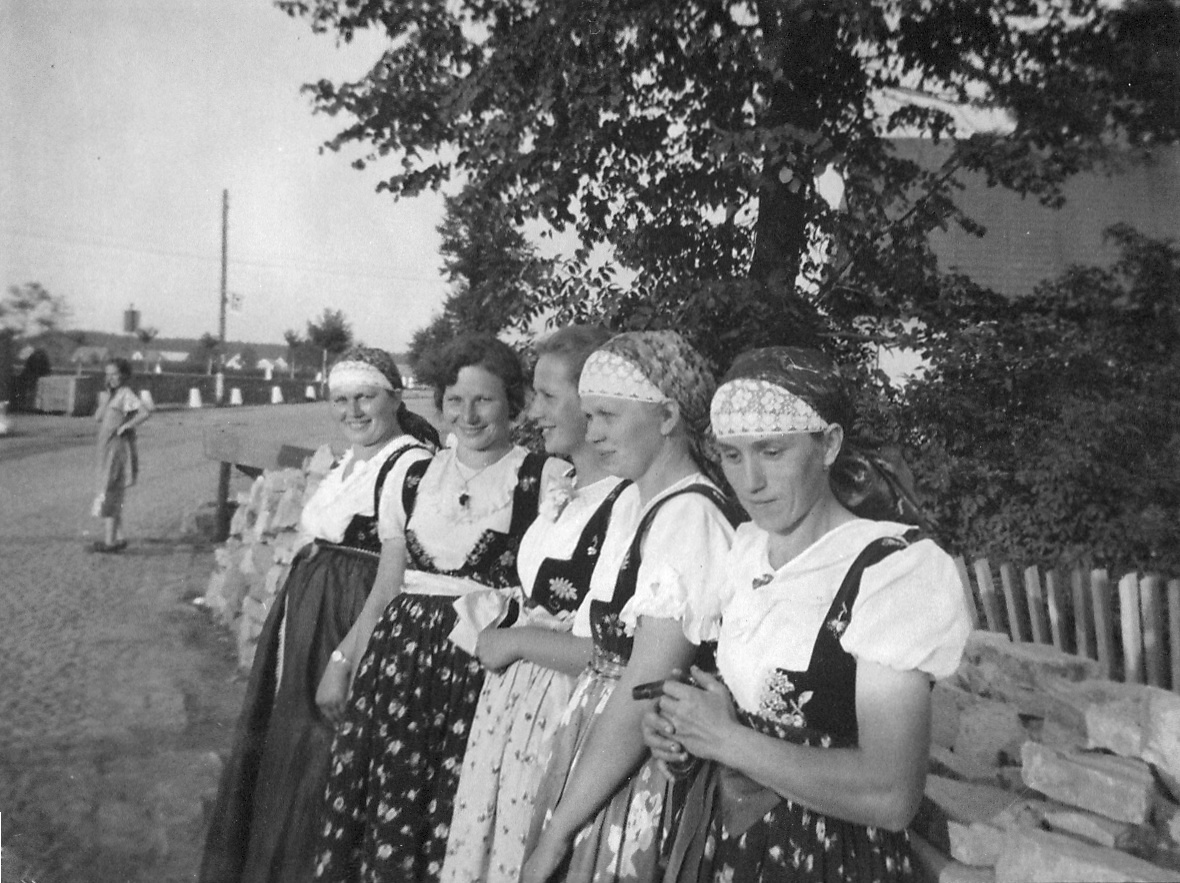
Kobiety w strojach ludowych w Skoczowie, 1938 r.

Wałasi (Wałasi cieszyńscy, Wałachy, Wałachowie) – grupa etnograficzna ludności polskiej (w XIX wieku określanej jako Wasserpolaken) zamieszkująca obszar Śląska Cieszyńskiego, w okolicy Cieszyna i Skoczowa, na południowy wschód od grupy Lachów śląskich. Pierwsi Wołosi (później Wałachowie) dotarli na obszar Pogórza Śląskiego pod koniec XV wieku. Rozkwit kultury ludowej na Śląsku Cieszyńskim nastąpił w drugiej połowie XIX wieku, po zniesieniu poddaństwa. Jednym z pierwszorzędnych czynników odróżniających tę grupę od sąsiednich było wówczas rozpowszechnienie stroju cieszyńskiego, miejscowo zwanego też wałaskim lub śląskim.
Wałasi zamieszkują tereny Pogórza Śląskiego i północno-zachodnie pochyłości Beskidu Śląskiego w dorzeczu Wisły i bezpośrednim dorzeczu Olzy, w granicach Śląska Cieszyńskiego. Wałasi sąsiadują od północy z polskimi Lachami śląskimi, od zachodu Lachami czeskimi, od wschodu z polską ludnością napływową Bielska-Białej (terenu dawnej bielskiej wyspy językowej), a od południa z Góralami śląskimi.
Wyznaczenie dokładnego zasięgu obszaru etnograficznego jest trudne ze względu na nawarstwianie się różnych elementów kulturowych, np. żeński strój cieszyński cieszył się popularnością wśród Górali śląskich. Zdaniem Jana Stanisława Bystronia nie jest on jednak związany z granicami językowymi (gwara cieszyńska na wschodzie i gwary laskie na zachodzie), jako że według niego Wałasi zamieszkują także tereny dalej na zachodzie. Wyróżnia się także podział Wałachów śląskich na dwie grupy: liczniejszą wschodnią (zwaną cieszyńską) oraz mniej liczną zachodnią (frydecką) wyłącznie na Zaolziu, która została już zdominowana przez napływową ludność czeską.
Charakterystyczna odrębność kulturowa łączy cechy typowe dla górali z cechami wołoskimi. Od górali odróżniało ich przykładowo bogatsze wystrój i wyposażenie wnętrza domów.

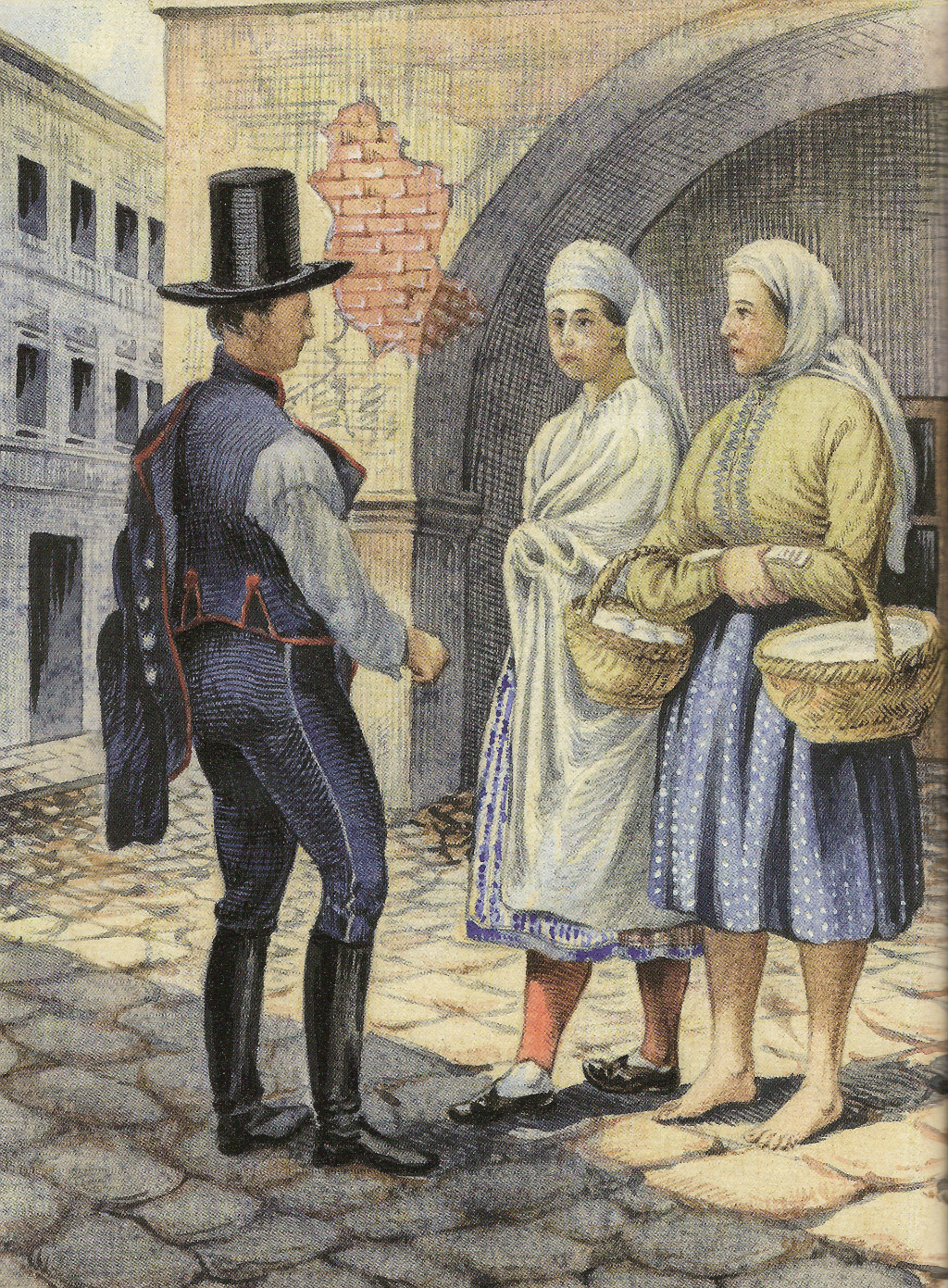
Jakob Alt: "W Cieszynie" (1840)
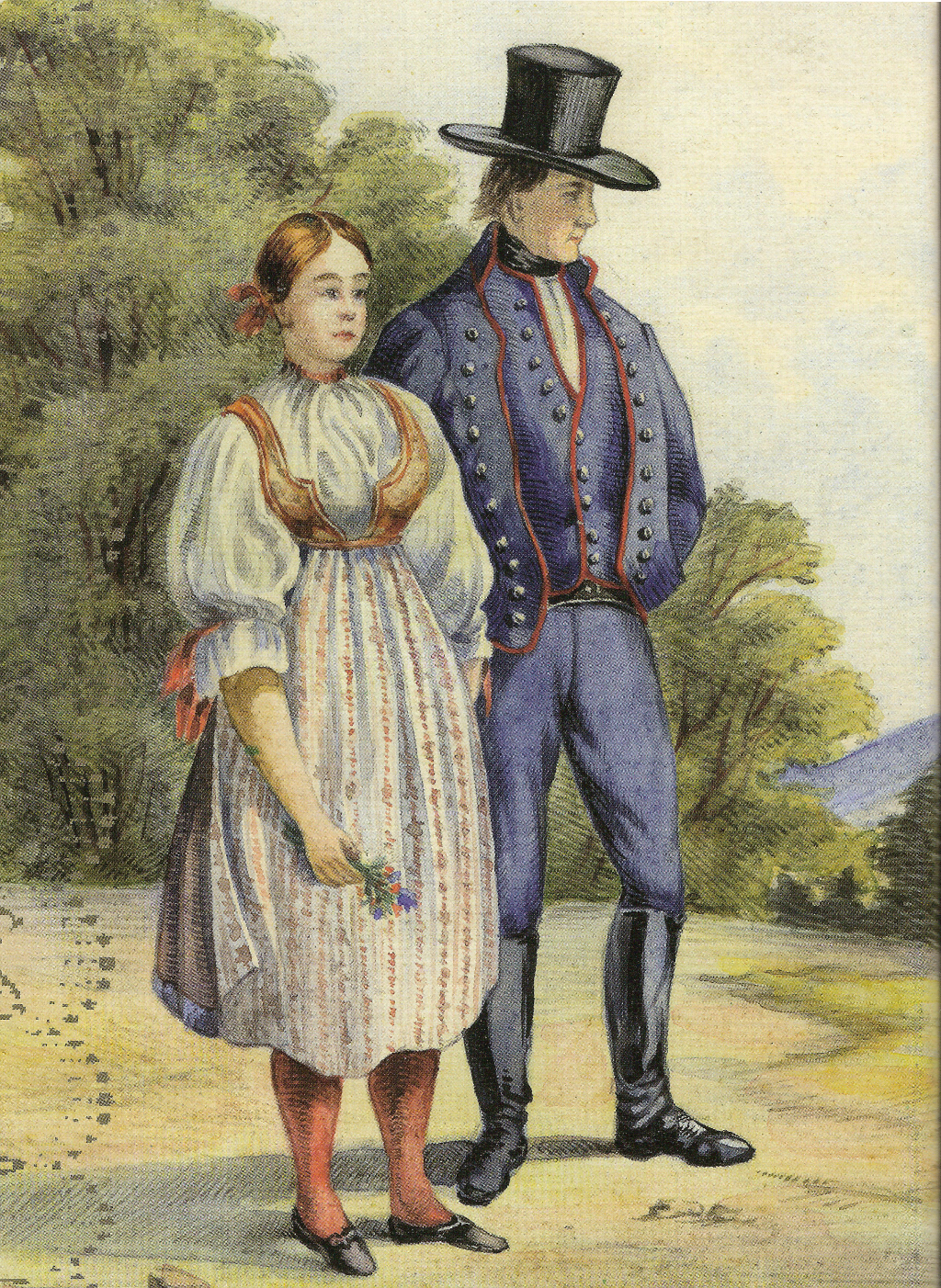
Jakob Alt: "Koło Cieszyna" (1840)
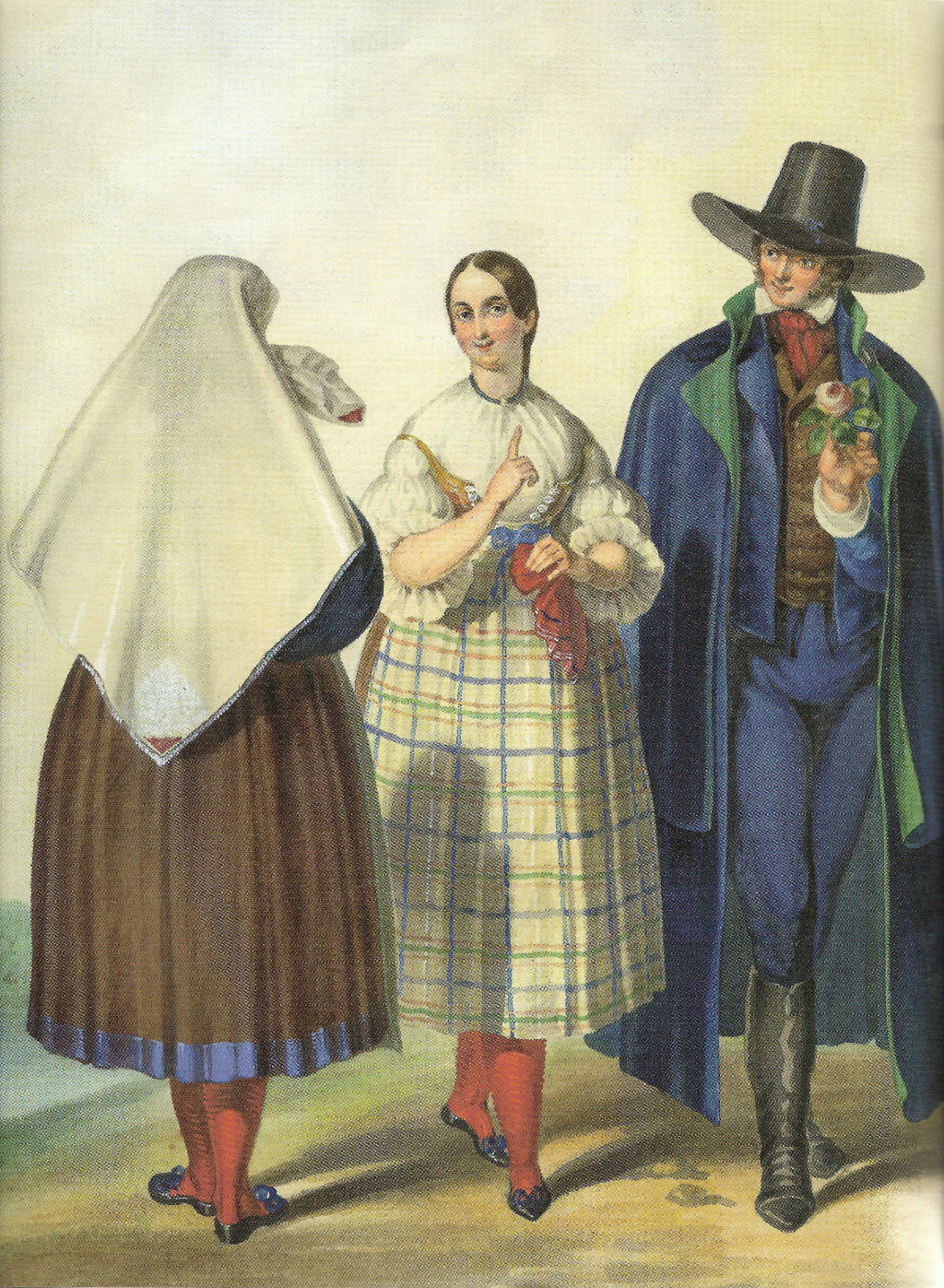
Henryk Jastrzembski: włościanie z okolic Cieszyna (1846)
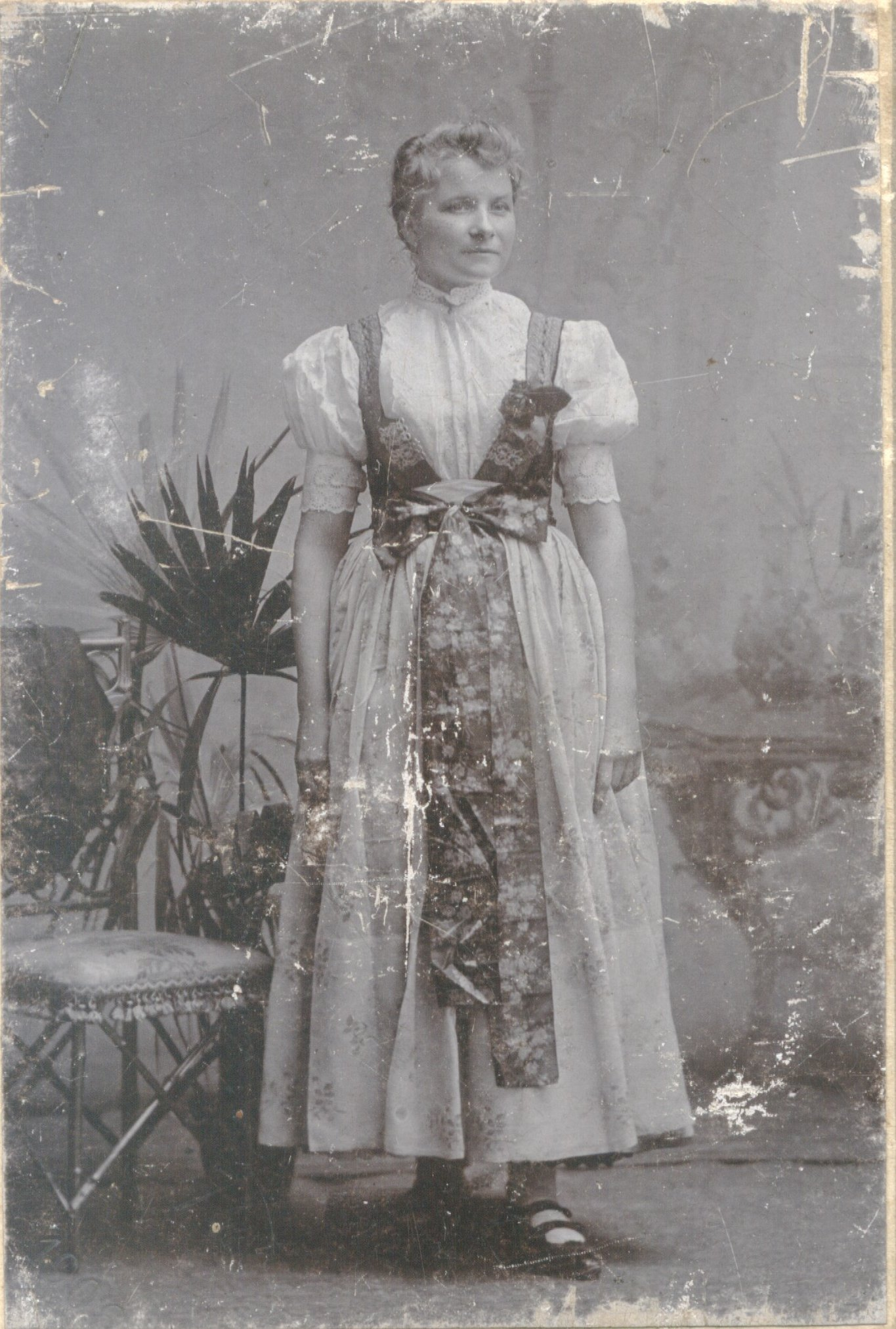
Kobieta w stroju cieszyńskim (1914)
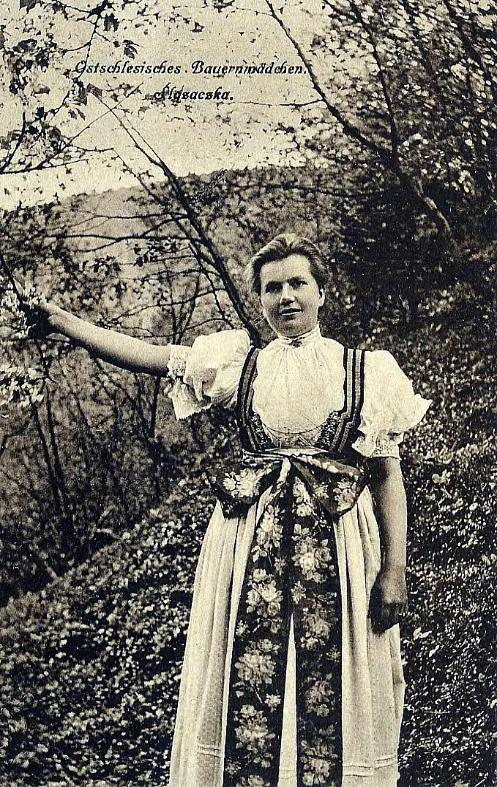
Kobieta w stroju cieszyńskim
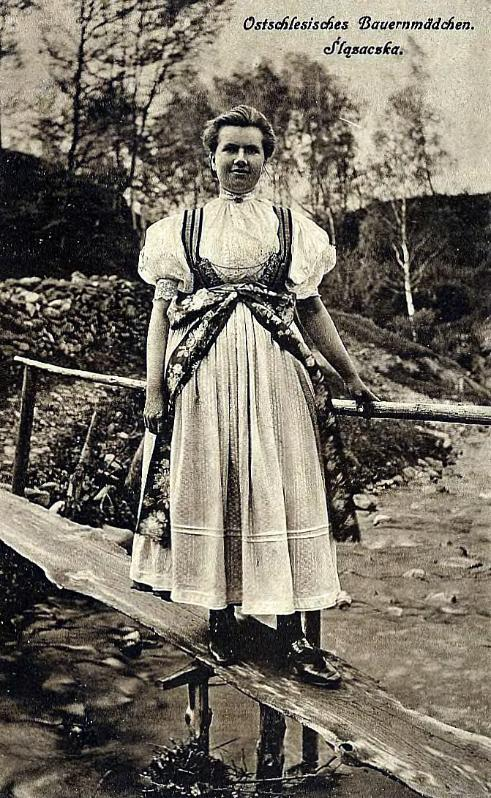
Kobieta w stroju cieszyńskim